# صابونية ثلاثية الأوراق
صابونية ثلاثية الأوراق (الاسم العلمي:Sapindus trifoliatus) هي نوع من النباتات تتبع جنس الصابونية من الفصيلة الصابونية.